# Hotel California
Hotel California este piesa de titlu de pe albumul omonim al formației Eagles. Cântecul a fost lansat ca single în februarie 1977 și este unul dintre cele mai cunoscute melodii rock. Este compusă de Don Felder (muzică), Don Henley, and Glenn Frey (versuri).
„Hotel California” a fost în topul Billboard Hot 100 timp de o saptamână în mai 1977. Trei luni după lansare, cântecul a fost certificat "Gold" de către Recording Industry Association of America (RIAA), pentru cele un milion de copii vândute. De asemenea în 1977, cei de la Eagles au câștigat Grammy Award for Record of the Year pentru "Hotel California" la cea de-a 20-a ceremonie a Premiilor Grammy.
În 2009, cântecul "Hotel California" a fost certificat cu Platină (Digital Sales Award) de către RIAA pentru vânzarea a peste 1.000.000 albume în format digital. Cântecul este bine cotat în foarte multe sondaje și clasamente de muzică rock; revista Rolling Stone l-a clasat pe poziția 49 în lista sa "The 500 Greatest Songs of All Time". De asemenea, „Hotel California” este unul dintre cele 500 de cântece din Rock and Roll Hall of Fame. Solo-ul la chitară din cântec a fost votat de către cititorii revistei Guitarist în 1998 drept cel mai bun solo din toate timpurile și a fost inclus pe poziția a 8-a în „Guitar Magazine's Top 100 Guitar Solos”.

## Certificări
| Regiune | Certificări | Vânzări    |
| --- | ----------- | ---------- |
| Italia (FIMI) Digital download                                                                             | Gold        | 15.000*    |
| Regatul Unit (BPI)                                                                                         | Silver      | 250.000^   |
| Statele Unite (RIAA) Physical single                                                                       | Gold        | 1.000.000^ |
| Statele Unite (RIAA) Digital download                                                                      | Platinum    | 3,000,000  |
| *cifrele de vânzări sunt bazate pe un singur certificat ^cifrele cargo sunt bazate pe un singur certificat |             |            |

## Personal
- Don Henley - vocal, baterie, voce de fundal
- Glenn Frey - chitară acustică cu 12 corzi, voce de fundal
- Don Felder - chitară  electrică doubleneck cu 12 corzi/6 corzi, voce de fundal
- Joe Walsh - chitară  electrică, voce de fundal
- Randy Meisner - bas, voce de fundal